# Pelai d'Astúries
Per el papa, vegeu Pelagi I.

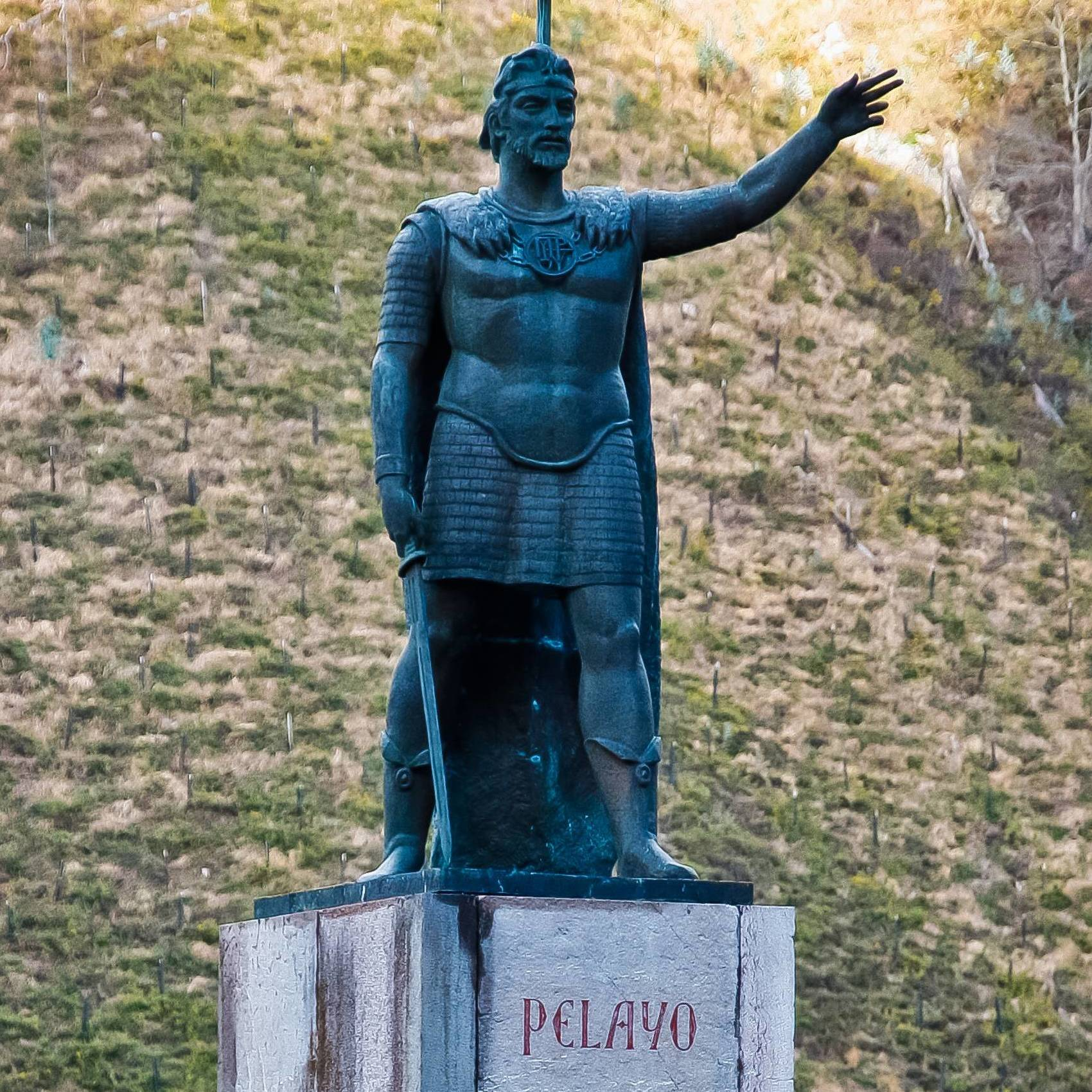
Monument en memòria de Pelagi a Covadonga

Pelai o Pelagi (Vall del Liébana, ~ 690 - Cangues d'Onís, 737) és el cabdill astur que va protagonitzar una rebel·lió contra el govern musulmà i va fundar el Regne d'Astúries del qual en fou el primer rei (722-737).

## El problema de les fonts històriques
Com que les fonts escassegen i són tardanes (les cristianes són del segle x), s'ha teixit una llegenda sobre aquesta figura. Però tant si era un representant de l'aristocràcia càntabra, i no un fugitiu got, de suposada estirp règia procedent de la facció vençuda dels seguidors de l'últim rei visigot Roderic, com si es tractés, el que és més probable, d'un individu d'origen got que gaudia de respecte i influència entre els asturs, sembla fora de tot dubte l'existència del personatge històric que confirmen les potser dubtoses Crónicas d'Alfons III com les també poc objectives encara que més properes en el temps cròniques musulmanes, que pretenen menysvalorar la figura política i militar del cabdill astur.

## La llegenda
Pelai, noble visigot, fill d'un duc també visigot anomenat Fàvila i net del rei Recesvint. Es desconeix el seu lloc de naixença, car diverses fonts li atribuïxen un origen asturià o càntabre, totes elles amb notable intenció de justificació política.
A causa de les intrigues entre la noblesa visigoda, el rei Vítiza va conspirar per a assassinar al seu pare. Pelai va fugir a Astúries, on tenia amics o família i posteriorment, sentint-se insegur a la Península, va marxar com a pelegrí a Jerusalem, encara que aquest últim extrem algunes fonts el desmenteixen. Allí va romandre fins a la mort de Vítiza (710) i l'ascens de Roderic, de qui era partidari.

## La batalla de Guadalete
Amb aquest va formar part de la guàrdia del rei i com a tal va combatre a la batalla de Guadalete a l'abril i maig de l'any 711. Després de la batalla es va refugiar a Toledo, i a la caiguda de la ciutat el 714, mentre uns altres escapaven a França, ell va tornar a la seva terra natal, Astúries, suposadament custodiant el tresor del rei visigot.

## Retorn a Astúries
Les primeres incursions àrabs al nord van ser les de Musa ibn Nusair el 716 que va prendre les ciutats de Lucus Asturum (Lugo de Llanera) i Gijón, on va deixar a càrrec al governador Munuza. Les famílies dominants de la resta de ciutats asturianes van capitular i probablement també la família de Pelai.
El 718 va tenir lloc una primera revolta encapçalada per Pelai que va fracassar. La causa en va ser que Munuza s'havia casat per la força amb la seva germana Adosinda. Pelai fou detingut i enviat a Còrdova. No obstant això, va aconseguir escapar i tornar a Astúries on va encapçalar una segona revolta i es va refugiar a les muntanyes.
Munuza va enviar al general Al Qama a sotmetre als revoltats. Aquest va entrar pel port de Tarna, va remuntar el riu Nalón i va arribar a Lucus Asturum. Des d'allí va anar a la vall de Cangas, on estaven els cristians i el 28 de maig del 722, va tenir lloc la batalla de Covadonga, on fou derrotat per Pelai. Els cronistes musulmans posteriors, en canvi, afirmen que fou Pelai el derrotat a Covadonga, restant amb solament 300 dels seus homes, als quals es van anomenar despectivament "ases salvatges", i que es van refugiar en les coves d'una muntanya juntament amb 10 dones, sense representar per això cap perill per al mandat islàmic sobre la zona.

## Conseqüències
Amb la derrota a la batalla de Covadonga, Munuza va abandonar Gijón i va intentar sortir d'Astúries, sent derrotat en la batalla d'Olalies. Amb aquesta fugida Pelai va poder entrar a Gijón sense esforç. Pelai I, que mai es va proclamar rei, va establir el seu govern a Cangues d'Onís.
La revolta de Pelai de l'any 722 mai hauria triomfat sola, ja que l'exèrcit àrab era molt més poderós, però després de rebre les notícies de Covadonga, Pere de Cantàbria es va unir a la lluita amb totes les forces del seu ducat. També molts nobles visigots i població cristiana de la Hispània sotmesa van emigrar al nord per a unir-se a la revolució de Pelai.

## Núpcies i descendents
Es va casar amb Gaudiosa. D'aquest matrimoni va néixer: Fàfila (? - 739) que el succeí com a rei d'Astúries i Ermessenda d'Astúries, casada amb Alfons I d'Astúries, fill de Pere de Cantàbria

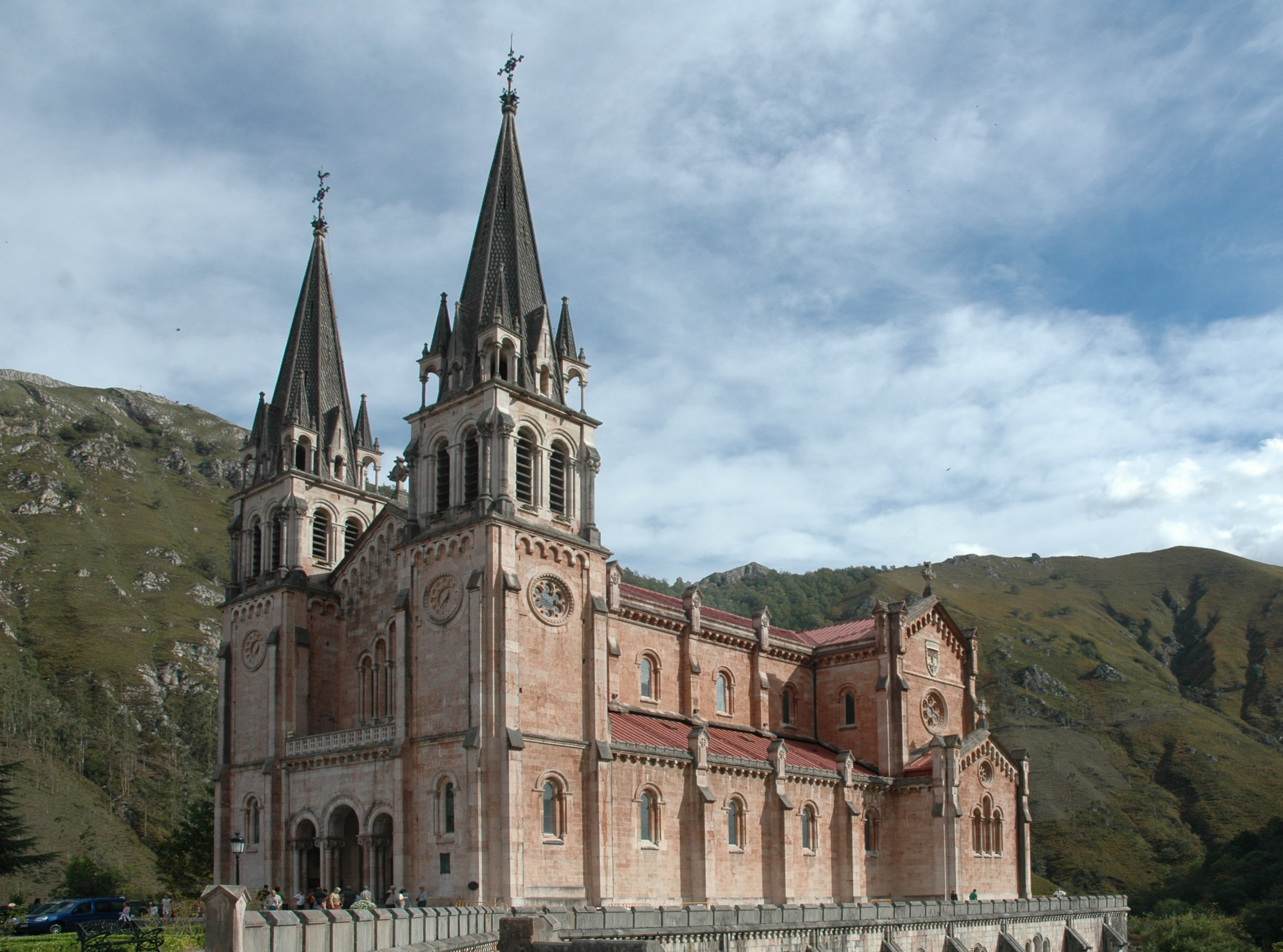
Basílica del Santuari de Covadonga.

## Mort
Va morir a Cangues d'Onís, on tenia la seva cort, l'any 737. Va ser sepultat a l'església de Santa Eulalia de Abamia, pròxima a Covadonga, que ell havia fundat. Posteriorment les seves restes van ser traslladats per Alfons X de Castella a Covadonga.